# 家財保険
家財保険（かざいほけん）とは、火災保険契約において、特に家財を対象とする保険のことである。主として損害保険会社、少額短期保険業者などが販売を行っている。
専用住宅であれば、火災保険の目的は建物と家財になり（賃貸物件であれば家財のみ）、このとき家財を目的に付帯する火災保険契約を特に家財保険と呼んでいる。家財とは、生活関連の動産全般を指し、TVやパソコン・冷蔵庫・洗濯機などのAV機器や家電、テーブルやタンス、洋服などのことである。